# 마르티나 포스테클렌부르크
마르티나 포스테클렌부르크(독일어: Martina Voss-Tecklenburg, 본명: 마르티나 포스(Martina Voss), 1967년 12월 22일 ~ )는 독일의 전직 여자 축구 선수이자 축구 감독이다. 선수 시절 포지션은 미드필더였다.

## 클럽 경력
포스는 DJK 뢰조르트 마이데리히 1921 유소년 D팀에서 데뷔했는데 당시 C팀에서는 남자들과 함께 뛰는 것이 허락되지 않았기 때문이다. 15세 시절이던 1982년에 KBC 뒤스부르크에서 데뷔한 이후에 1982-83 시즌에서 팀의 여자 DFB-포칼 우승에 기여했고 1984-85 시즌에서 팀의 프라우엔-분데스리가 우승에 기여했다.
포스는 1989년에 TSV 지겐으로 자리를 옮긴 다음에 팀의 프라우엔-분데스리가 4회 우승, 여자 DFB-포칼 2회 우승에 기여했다. 1994년부터 2003년에 현역 은퇴할 때까지 FCR 2001 뒤스부르크에서 활동하면서 팀의 1997-98 여자 DFB-포칼 우승, 1999-2000 프라우엔-분데스리가 우승에 기여했다. 1996년, 2000년에는 독일 올해의 여자 축구 선수로 선정되는 영예를 안았다.

## 국가대표 경력
포스는 1984년부터 2000년까지 독일 여자 축구 국가대표팀 선수로 활동하면서 125경기에 출전했으며 1984년 10월 3일에 열린 핀란드와의 1987년 UEFA 유럽 여자 축구 선수권 대회 예선 경기를 통해 데뷔했다. 5차례의 UEFA 유럽 여자 축구 선수권 대회(1989년, 1991년, 1993년, 1995년, 1997년), 3차례의 FIFA 여자 월드컵(1991년, 1995년, 1999년)에 참가했다. 특히 UEFA 유럽 여자 축구 선수권 대회에서는 독일의 4회 우승(1989년, 1991년, 1995년, 1997년)에 기여했고 스웨덴에서 개최된 1995년 FIFA 여자 월드컵에서 독일의 준우승을 견인했다. 이러한 공로를 인정받아 독일 연방 정부에서 수여하는 질베르네스 로르베르블라트를 수상하기도 했다.
포스는 미국 애틀랜타에서 개최된 1996년 하계 올림픽에도 참가했으나 독일은 조별 예선에서 탈락했다. 포스는 오스트레일리아 시드니에서 개최된 2000년 하계 올림픽을 앞두고 국가대표팀 동료였던 잉카 그링스와의 말다툼으로 인해 국가대표팀에서 은퇴했는데 그의 마지막 국가대표팀 경기는 2000년 3월 16일에 열린 네덜란드와의 친선 경기이다. 그가 국가대표팀에서 활동한 기간은 15년 164일에 달하는데 이 기록은 나중에 비르기트 프린츠가 갱신하게 된다.

## 감독 경력
포스는 2003년에 선수 생활을 마무리하고 SV 슈트라엘렌에서 팀 매니저로 근무했다. 또한 니더라인 지방의 여자 축구 선발 팀을 담당하는 스포츠 협회 체육 강사로도 근무했다. 2008년 2월 12일에 프라우엔-분데스리가 소속 여자 축구 클럽인 FCR 2001 뒤스부르크의 감독으로 임명된 이후에 팀의 여자 DFB-포칼 2회 우승, UEFA 여자 챔피언스리그 1회 우승에 기여했고 2011년 2월 17일에 자리에서 물러나게 된다. 2011년 6월 11일에는 FF USV 예나와 1년 계약을 체결했으나 2012년 1월 29일에 사임했다.
포스테클렌부르크는 2012년 2월 5일에 스위스 여자 축구 국가대표팀 감독으로 임명된 이후에 스위스의 사상 첫 FIFA 여자 월드컵 본선 진출에 기여했다. 캐나다에서 개최된 2015년 FIFA 여자 월드컵에서 스위스의 16강 진출에 기여했다. 네덜란드에서 개최된 UEFA 여자 유로 2017에서는 스위스의 사상 첫 본선 진출에 기여했으나 스위스는 조별 예선에서 탈락했다.
2018년 4월 26일에는 독일 축구 연맹이 포스테클렌부르크가 호르스트 흐루베슈의 뒤를 이어 독일 여자 축구 국가대표팀 감독으로 임명될 예정이라고 밝혔으며 2018년 11월 30일에 독일 여자 축구 국가대표팀 감독으로 취임했다. 그의 국가대표팀 감독 첫 경기는 2019년 2월 28일에 열린 프랑스와의 친선 경기였는데 독일은 프랑스에 1-0 승리를 기록했다. 하지만 독일은 프랑스에서 개최된 2019년 FIFA 여자 월드컵에서 스웨덴과의 8강전 경기에서 1-2 패배를 기록하면서 탈락했다. 2021년 1월 29일에는 독일 축구 연맹이 그의 여자 축구 국가대표팀 감독 계약을 2023년 8월까지 연장했다.
독일은 잉글랜드에서 개최된 UEFA 여자 유로 2022에서 준우승을 차지했다. 그러나 오스트레일리아와 뉴질랜드에서 공동 개최한 2023년 FIFA 여자 월드컵에서는 모로코와의 첫 경기에서 6-0 승리를 기록하고도 콜롬비아와의 경기에서 1-2 패배, 대한민국과의 경기에서 1-1 무승부를 기록하여 H조 3위로 밀려났고 사상 처음으로 FIFA 여자 월드컵 조별 예선에서 탈락했다. 이 여파로 포스테클렌부르크는 2023년 10월에 독일 여자 축구 국가대표팀 감독직에서 사임했다.

## 사생활
포스는 2009년 10월 1일에 포르투나 뒤셀도르프 이사회 회원으로 활동했던 건축 계약자인 헤르만 테클렌부르크와 결혼했다. 그 외에 이전 관계에서 출생한 딸을 두었다. 포스테클렌부르크는 2007년부터 2012년까지 독일의 여자 축구 잡지인 《FF》의 편집장으로 근무하기도 했다. 2018년 2월에는 포르투나 뒤셀도르프 감독 이사회 회원으로 선출되었다.

## 수상

### 클럽
KBC 뒤스부르크
- 프라우엔-분데스리가 1회 우승 (1984-85)
- 여자 DFB-포칼 1회 우승 (1982-83)

TSV 지겐
- 프라우엔-분데스리가 4회 우승 (1989-90, 1990-91, 1991-92, 1993-94)
- 여자 DFB-포칼 2회 우승 (1988-89, 1992-93)

FCR 2001 뒤스부르크
- 프라우엔-분데스리가 1회 우승 (1999-2000)
- 여자 DFB-포칼 1회 우승 (1997-98)

### 국가대표
- UEFA 여자 유로 1989 우승
- UEFA 여자 유로 1991 우승
- UEFA 여자 유로 1995 우승
- 1995년 FIFA 여자 월드컵 준우승
- UEFA 여자 유로 1997 우승

### 감독
FCR 2001 뒤스부르크
- 여자 DFB-포칼 2회 우승 (2008-09, 2009-10)
- UEFA 여자 챔피언스리그 1회 우승 (2008-09)